# L'Essayage
L'Essayage est un tableau du peintre français Édouard Vuillard réalisé vers 1892. Cette huile sur bois de petit format est une scène de genre qui représente une femme essayant une robe blanche dans un intérieur, une autre s'affairant derrière elle. Acquise en 1977, l'œuvre fait partie des collections du musée des Beaux-Arts de Reims, à Reims.